# Ленинское сельское поселение (Красногвардейский район)
Ленинское се́льское поселе́ние (укр. Ленінське сільське поселення, крымскотат. Къыр Байлар кой юрту, Qır Baylar köy yurtu) — муниципальное образование в Красногвардейском районе Республики Крым России, в степной зоне полуострова, у границы с Сакским районом.
Административный центр — село Ленинское.

## История
В советское время был образован Ленинский сельский совет.
Сельское поселение образовано в соответствии с законом Республики Крым от 5 июня 2014 года.

## Население
| 2001  | 2014  | 2015  | 2016  | 2017  | 2018  | 2019  |
| ----- | ----- | ----- | ----- | ----- | ----- | ----- |
| 2270  | ↘2051 | ↗2056 | ↗2092 | ↗2115 | ↘2106 | ↗2111 |
| 2020  | 2021  |       |       |       |       |       |
| ↘2099 | ↘1952 |       |       |       |       |       |

## Состав сельского поселения
| № | Населённый пункт | Тип населённого пункта       | Население |
| - | ---------------- | ---------------------------- | --------- |
| 1 | Ленинское        | село, административный центр | ↘1725     |
| 2 | Звёздное         | село                         | ↗219      |
| 3 | Прямое           | село                         | ↘107      |